# Глухово (городской округ Красногорск)

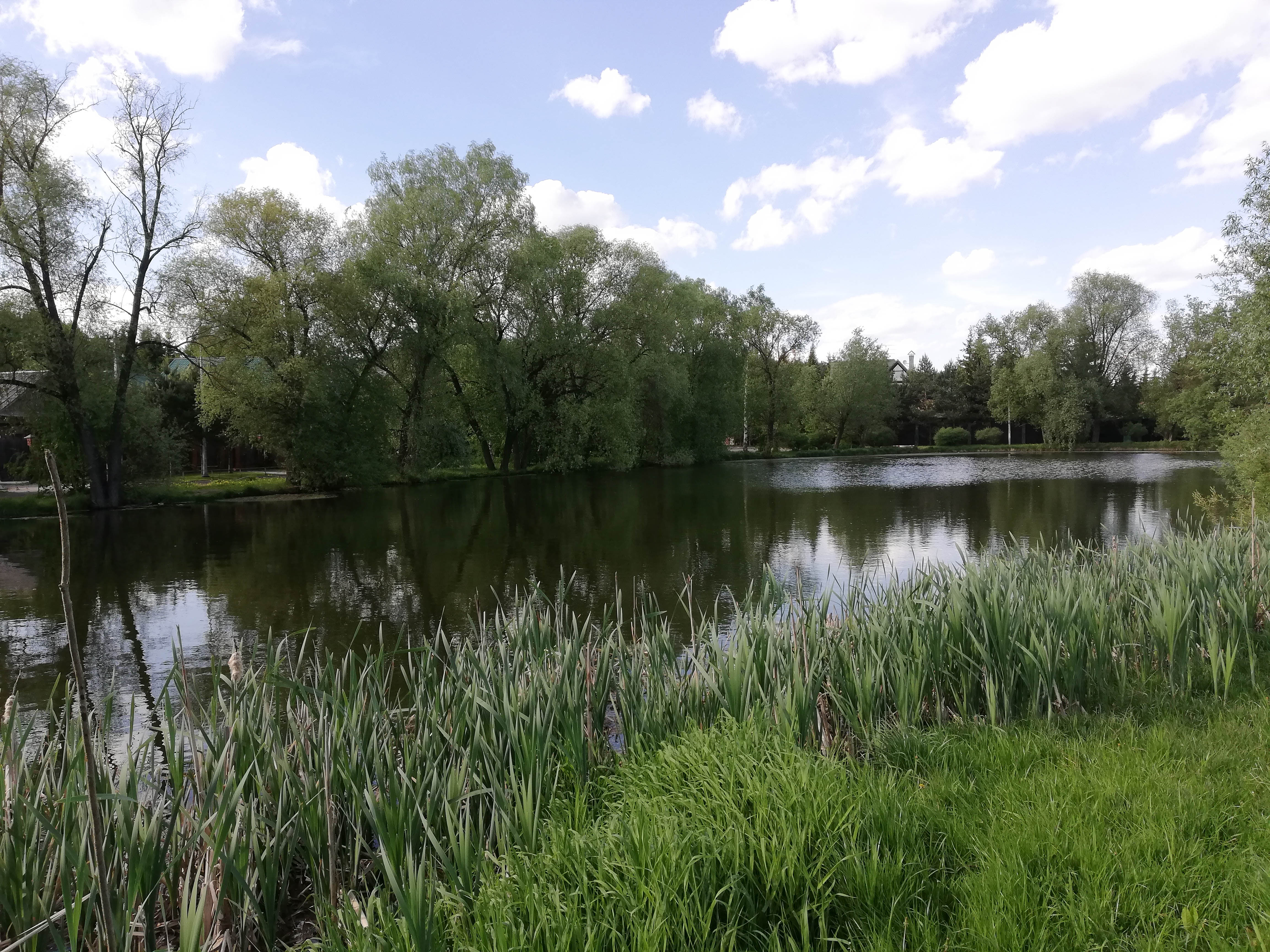
Безымянный пруд на территории д.Глухово

Глу́хово — деревня в Московской области России. Входит в городской округ Красногорск. Население — 291 чел. (2010).

## География
Расположена на берегу старицы реки Москвы. Через деревню проходит Ильинское шоссе.
В деревне проживает Мартин Шаккум, председатель Комитета ГД по строительству и земельным отношениям.
Через населённый пункт проходят маршруты автобусов №520, №541 и №549.

## История
В 2008 году здесь началось строительство киностудии «Главкино», которое завершилось в 2012 году. Студия является самой крупной в России, её съёмочные павильоны вдвое больше, чем на «Мосфильме» или «Киностудии им. М. Горького».
С 1994 до 2005 года деревня входила в Ильинский сельский округ Красногорского района, а с 2005 до 2017 года включалась в состав Ильинского сельского поселения Красногорского муниципального района.

## Население
| 1926 | 2002 | 2006 | 2010 |
| ---- | ---- | ---- | ---- |
| 552  | ↘217 | →217 | ↗291 |